# 風能

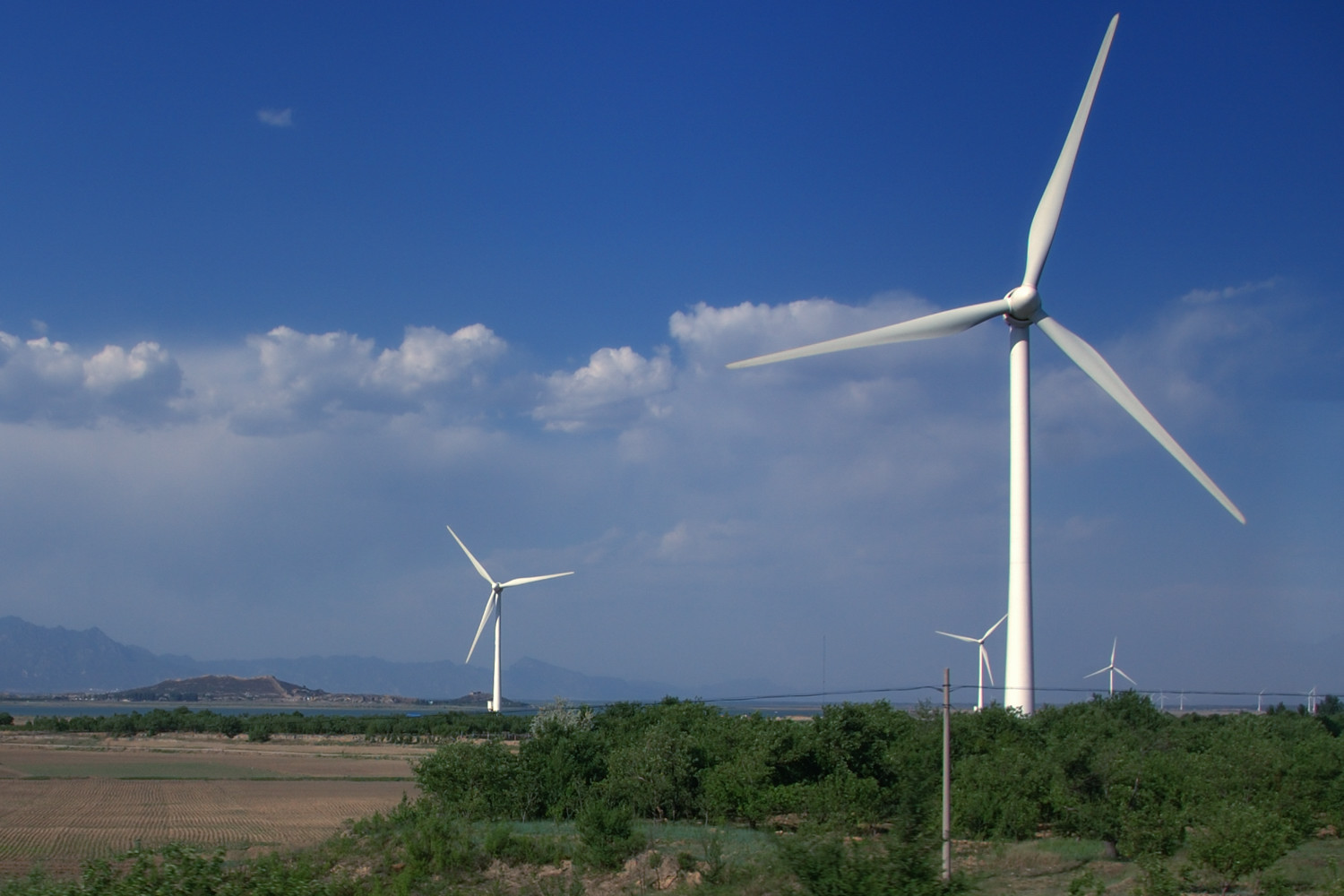
多座風力發電機組成風力電廠

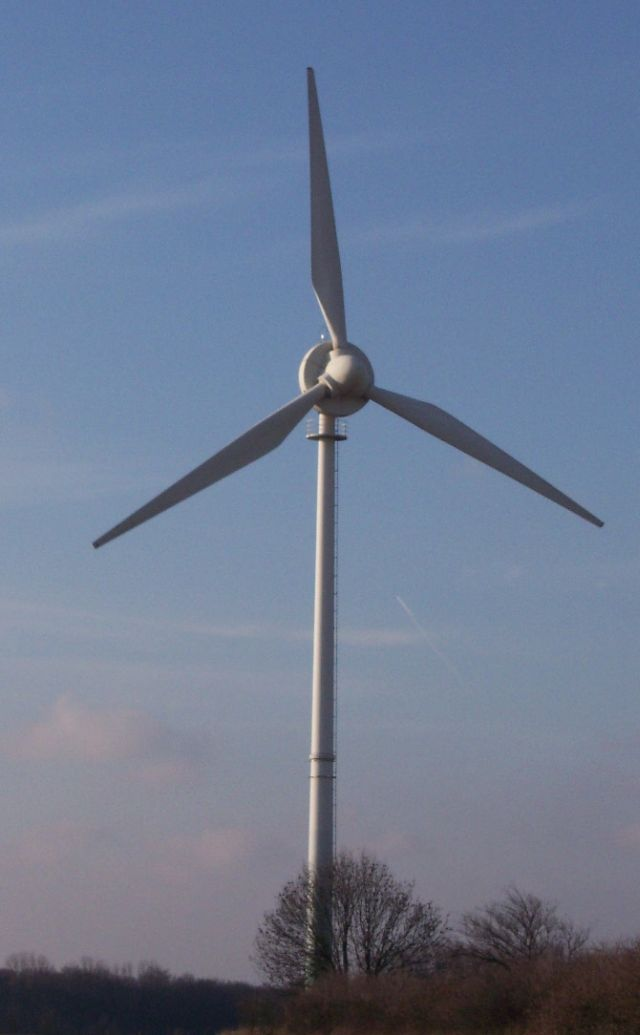
德國一處風力發電機。從旁邊的樹可知其約略的大小。

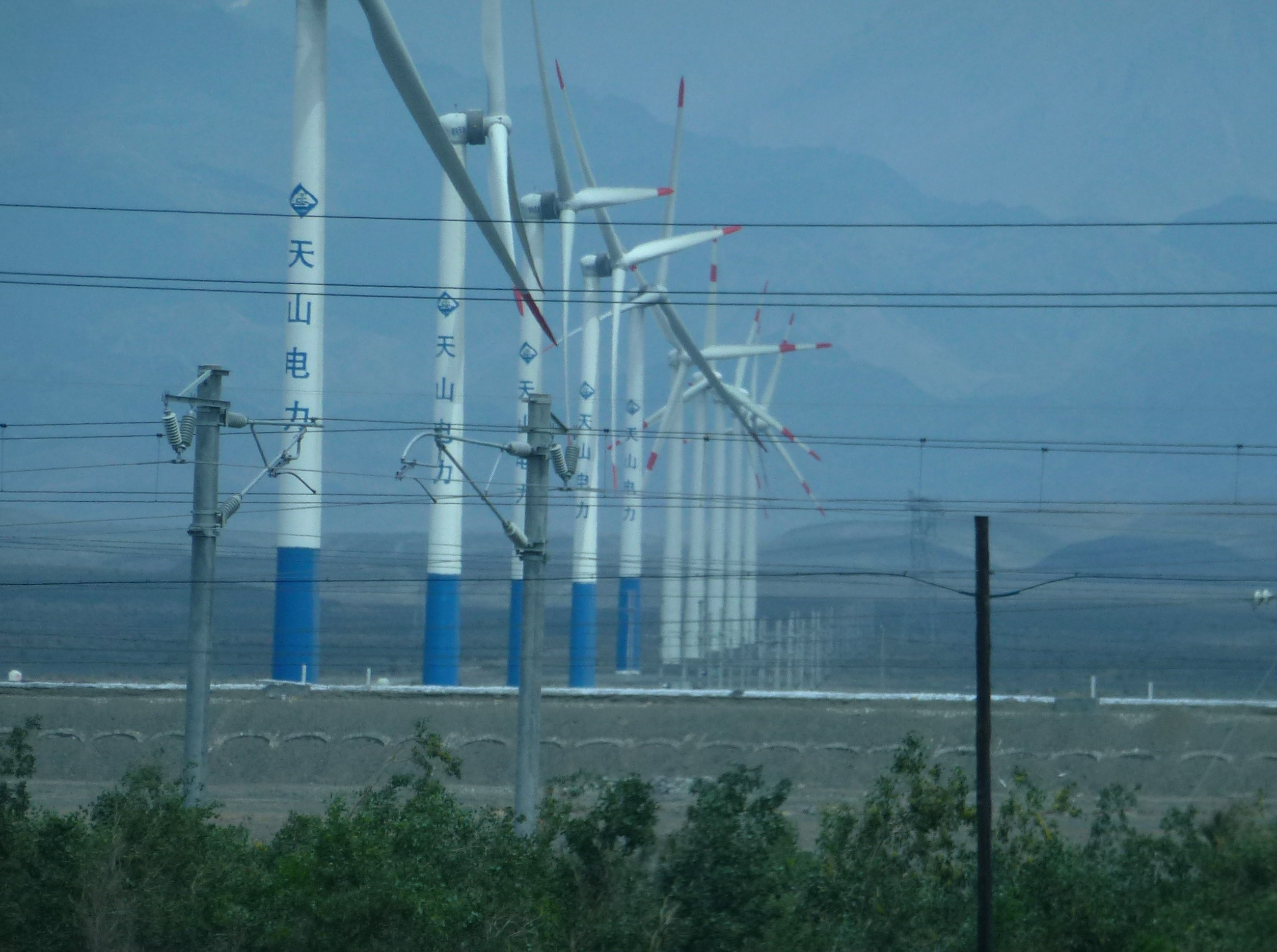
中國新疆的風力發電場。

風能（英語：Wind power）是指利用大氣流動產生的動能進行機械功或發電的技術。作為歷史最悠久的能源形式之一，人類早期通過帆船、風車和風力提水機等裝置利用風能，現代則主要應用於風力發電領域。根據國際能源研究機構Ember的統計，2024年全球風力發電量達2,494TWh，佔世界總發電量8.1%，相較2015年增長近三倍，目前有30個國家超過10%的電力來自風能。
現代風力發電主要依靠風力發電機實現，多組機組構成的風力發電場通常接入區域電網系統。截至2021年，全球裝機容量已突破800GW，其中中國與美國為年度新增裝機量最大的市場。為達成《巴黎協定》氣候目標，研究指出風能發電占比需每年增長超過1%才能有效緩解氣候變化。
從經濟性角度分析，風能已成為多數地區最廉價的電力來源之一。新建陸上風電場的平準化能源成本在許多市場條件下低於新建燃煤電廠或燃氣電廠。地理分佈方面，高緯度地區因風能資源豐富具有最佳開發潛力，而風力發電與太陽能發電在晝夜與季節上的互補特性，使兩者組合成為多國發展可再生能源的優先選擇。
技術應用上，離岸風力發電雖具有更高容量因數與較小視覺衝擊，但建設成本仍顯著高於陸上風電，目前約佔全球新增裝機量的10%。環境影響方面，風能作為可持續能源對生態系統的衝擊遠低於化石燃料，但陸上風場仍需考慮景觀改變與棲息地破壞等問題。
由於風能具有間歇性能源特性，需配合儲能系統、可調度發電或其他電網管理技術才能確保供電穩定。隨著智能電網技術發展與跨區域電網互聯，風能在全球能源轉型中的角色持續提升。

## 風能原理
估計地球所吸收的太陽能有1%到3%轉化為風能，總量相當於地球上所有植物通過光合作用吸收太陽能轉化為化學能的50至100倍。上了高空就會發現風的能量，那裡有時速超過160公里（100英哩）的強風。這些風量最後和地表及大氣間摩擦，而以各種熱能方式釋放。

### 風的成因
- 太陽照射極地和赤道的不均勻使得地表的受熱不均勻。
- 地表溫度上升的速度較海面快。
- 大氣中同溫層如同天花板的效應加速了氣體的對流。
- 季節的變化。
- 科里奧利力。

### 風能利用與風力發電
空氣流動具有的動能稱風能，空氣流速越高，動能越大。用風車可以把風的動能轉化為有用的機械能，而用風力發動機可以把風的動能轉化爲電力，其原理為透過傳動軸，將轉子（由以空氣動力推動的扇葉組成）的旋轉動力傳送至發電機。
風能是風的能量轉換成可利用的能量形式，例如使用風力渦輪機產生電力、風車產生機械動力、風泵抽水或排水，或風帆推動船。在現代，渦輪葉片將氣流的機械能以發電機轉為電能。

## 風能應用方式與優缺點

### 風能應用方式

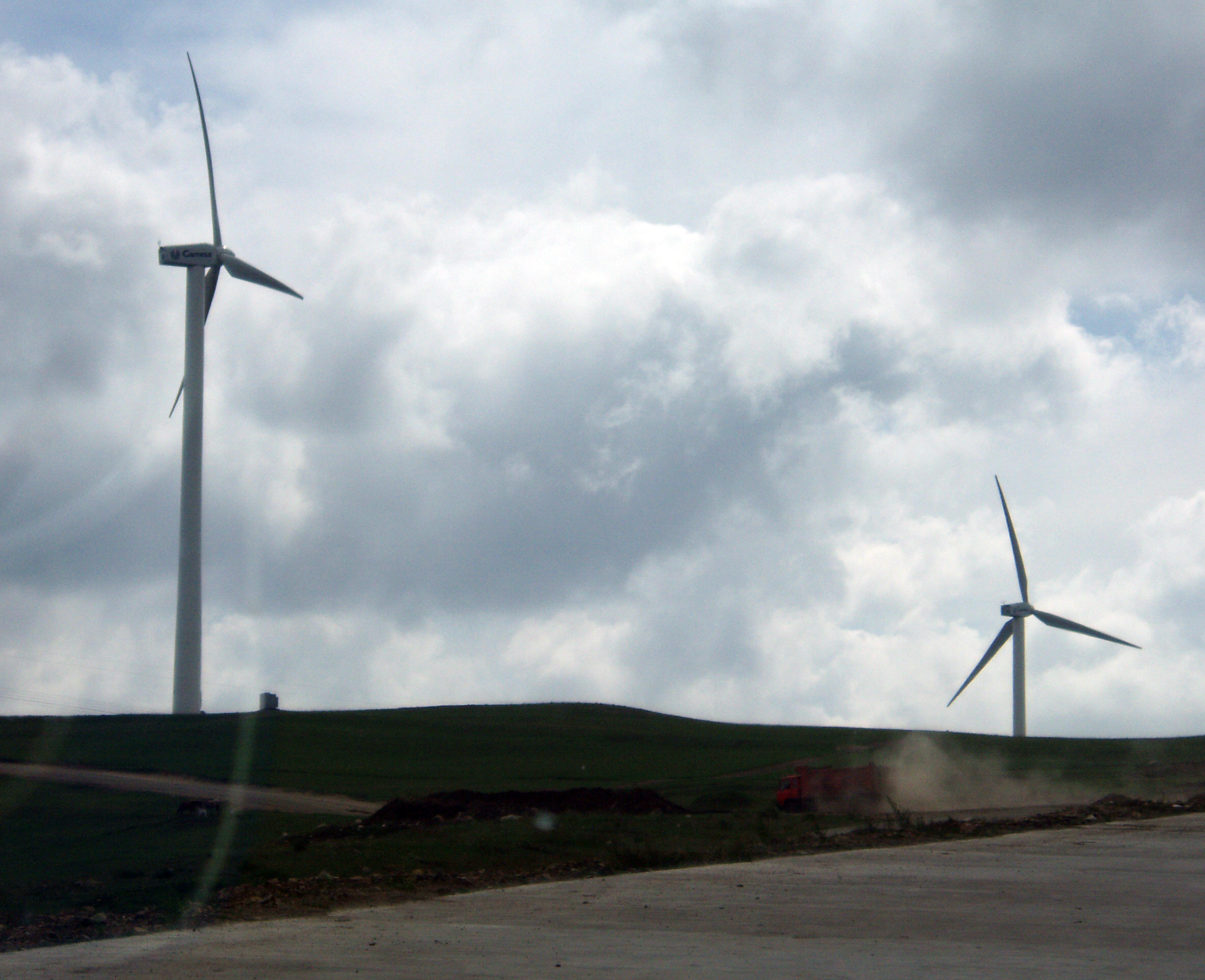
內蒙古草原上的風力發電機

- 發電
- 帆船
- 抽水（地下水或海水）與灌溉
- 磨坊

### 優點
- 風能設施日趨進步，大量降低生產成本，是再生能源中相當具有經濟競爭力及發展潛力的；在許多情況下，風力發電成本已經足以與傳統發電相比，甚至在一些地方（如美國中西部），風力已經比燃煤發電便宜。
- 風能設施多為立體化設施，在適當地點使用適當機器，對陸地和生態的破壞較低。
- 風力發電是可再生能源，空氣污染及碳排放較少，其他環境成本也低。
- 風力發電可以是分散式發電，沒有大型發電設施過於集中的風險。
- 風力發電機可依需求卸載，增加電網穩定性。

### 缺點

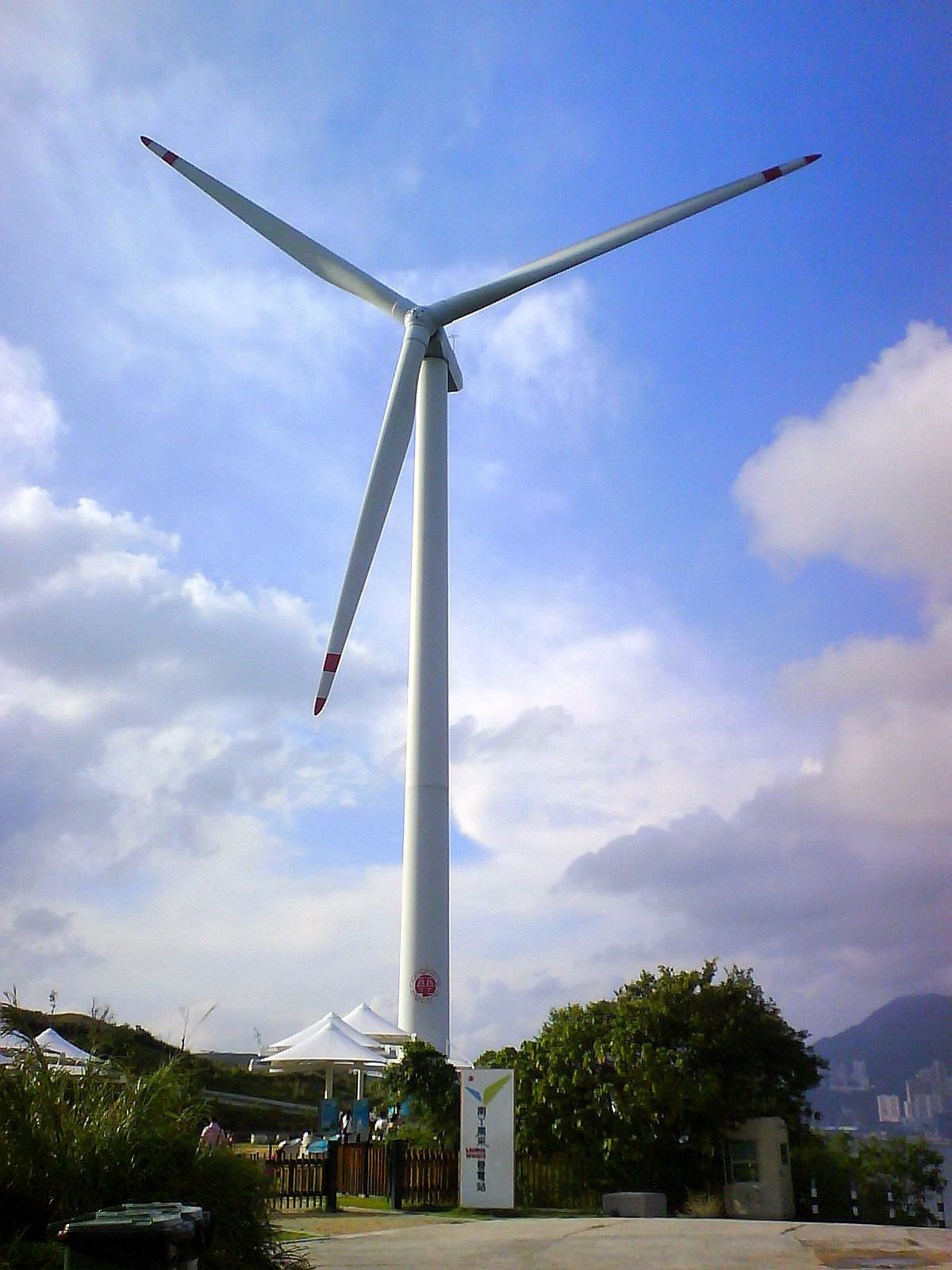
位置香港南丫島的風力發電站

- 風力發電在生態上的問題是可能干擾鳥類，如美國堪薩斯州的松雞在風車出現之後已漸漸消失。目前其中一個解決方案是海上離岸發電，離岸發電成本較高但效率也高；另一個解決方案則是小型垂直風力發電，這種風力發電可以架設在自家屋頂及後院。
- 風場成排的風力發電機組可能會對地區性和季節性遷徙的鳥類，在利用棲息地、繁殖地與覓食地之間產生干擾，致使可利用的棲地減少甚至碰撞傷亡，尤其是對偏好在海岸棲地、族群量高密度的鴴形目（Charadriiformes）水鳥衝擊更大。[9]
- 在部分地區，風力發電的經濟性不足，許多地區的風力為間歇性，更糟糕的情況是如台灣陸地在電力需求較高的夏季卻是風力較少的時段。雖然說仍可滿足一定需求，但大量使用風力發電必須要等待儲能系統的發展、或採取離岸發電。
- 大型風力發電需要大量土地興建風力發電場，才可以生產比較多的能源。
- 進行風力發電時，中、大型風力發電機會發出龐大的噪音，所以設立地點必須遠離住家，或使用小型低噪音機種。

## 風力發電

### 風力發電技術
風能可以通過風車來提取。當風吹動渦輪時，風力帶風車動繞軸旋轉，使得風能轉化爲機械能。而風能轉化量直接與空氣密度、渦輪掃過的面積和風速的三次方成正比。風吹過風機渦輪（Wind Turbine）而使得風速減弱，這也限制了渦輪可提取的能量。
風能利用技術的不斷革新，使這種豐富的可再生能源正重放異彩。據估計，二三十年內，風力發電量將要占歐盟總電力供應約30%左右。

#### 技術分類
風力發電機又可分為水平軸風力發電機和垂直軸風力發電機，垂直軸風力發電機又分為幾種，譬如Darrieus風機或Gorlov風機。

#### 轉換效率
1919年，德國物理學家貝茲認為，不管如何設計渦輪，風機最多只能提取風中59%的能量，此稱為貝茲極限定律（Betz Limit）。現今正在運作的風力發電機所能達到的極限約為40%。大多數風力發電機實際效率範圍從20%到40%。
風力發電的細長（高展弦比）的風機葉片，在低速有比較高效率。

#### 風速與發電量計算

2002年位於科羅拉多的李大農場設施所測風速發生的頻率（紅色）和產生的能量（藍色）。直方圖顯示被測量的數據，而曲線是相同的平均風速分佈（Rayleigh模式）。能源是風直接通過一個直徑100米的圓圈而計算的。一年通過這個圈子的總能量為1,540萬度。

因為自然界中的風速常變化，並且給定地點所得的潛勢風能（Potential Wind Energy）並不代表風力發電機在該處實際可以產生的能量。為了估計在某一特定位置的風速頻率，必須使用風速機率分佈函數來分析該地的風速歷史數據。風力發電最常用的風速機率函數為韋伯分布（Weibull Distribution），可較準確地反映在各個地點每小時的風速機率分佈。韋伯分佈中形狀參數 k=2 時便是瑞利分布（Rayleigh Distribution），瑞利分布的另一參數可由平均風速來換算，因此常被作為一個較粗略但更簡單的機率模型。
因為地表附近，高度愈高，風速愈大。而風能是與風速的三次方成所正比，所以風機高度愈高，發電量愈多，因此現今有許多風機的高度都超過100公尺。
因為自然界中的風速並不穩定，所以無法像使用燃料的火力發電廠一樣，可以依照用電需求來調整發電量。因此風力發電整年發電量的計算方法與其他能源不同。安裝良好的風力發電機實際的發電量可達40%，跟一般使用燃料的發電廠的渦輪機相比（1000kW的風力發電機），每年可發電量最多可到400kW。雖然風能輸出的功率是難以預測的，但每年發電量的變化應在幾個百分比之內。而在地球表面一定範圍內，經過長期測量、調查與統計得出的平均風能密度的概況，通常以密度線標示在地圖上。
因風能不能持續產生，常以抽水蓄能電站或其他方法來儲存風能以保持電力能持續供應，這大約增加25%費用。

### 風力發電發展歷史
但數千年來，風能技術發展緩慢，沒有引起人們足夠的重視。但自1973年第一次石油危機以來，在常規能源告急和全球生態環境惡化的雙重壓力下，風能作為新能源的一部分才重新有了長足的發展。風能作為一種無污染和可再生的新能源有著巨大的發展潛力，特別是對沿海島嶼，交通不便的偏遠山區，地廣人稀的草原牧場，以及遠離電網和近期內電網還難以達到的農村、邊疆，作為解決生產和生活能源的一種可靠途徑，有著十分重要的意義。即使在發達國家，風能作為一種高效清潔的新能源也日益受到重視，比如：美國能源部就曾經調查過，單是德克薩斯州和南達科他州兩州的風能密度就足以供應全美國的用電量。
2003年美國的風力發電成長就超過了所有發電機的平均成長率。自2004年起，風力發電更成為在所有新式能源中已是最便宜的了。在2001年風力能源的成本已降到20世紀6、70年代時的五分之一，而且隨著大容量發電機的使用，下降趨勢還會持續。
- 煤: 9,594,341 GWh (38.3%)
- 天然氣: 5,793,896 GWh (23.1%)
- 水力: 4,170,035 GWh (16.6%)
- 核能: 2,605,985 GWh (10.4%)
- 風力: 957,694 GWh (3.8%)
- 石油: 931,351 GWh (3.7%)
- 生質能: 462,167 GWh (1.8%)
- 太陽能光伏: 328,038 GWh (1.3%)
- 其它: 238,081 GWh (0.9%)

25,081,588GWh

## 風力發電廠
風力發電廠（Wind Farm）是在同一地點的一群風力發動機用來產生電力。一個大型風力發電廠可能包括幾百個獨立的風力渦輪機，並覆蓋數百平方英里的擴展區域，但在渦輪機之間的土地仍然可用於農業或其他用途，但是許多機種都有噪音過大的問題、因此必須遠離住家。風力發電廠既可以位於在陸地上，也可以位於在海洋上。
一間大型的風力發電廠可以由連接輸電系統的數百台風力發動機組成。

### 岸上風力發電
又稱陸域風力發電。全球首個風力發電場是位於美國新罕布什尔州的分叉山，在1980年建造，總共有20座風力發電機，提供0.6MW電力功率。
一般來說，安裝在離海岸多於3km的內陸山脊的風力發電機能有較多輸出，這是因為地形的效應使風速加快。但每台風力發電機選取的實際位置會很複雜及重要，因為30m距離的差別可使電力輸出雙差一倍。

## 全球風電產能
風力發電自80年代開始受到西方各國重視以來，至今全球風力發電量每年快速成長，在2016年已成為全球各類電力來源第5大。
全世界以風力產生的電力在2008年共約2,192億度，當年風力供應電力佔全世界用電量的1%，在2014年時全球風力發電量已增長到占全球總發電量3%，2018年已占全球總發電量4.8%。風能對大多數國家而言還不是主要的能源，但在2000年到2015年之間已經成長了二十四倍。

### 全球風力發電相關統計數據

全球風力裝置容量

|                | 2000    | 2001    | 2002    | 2003    | 2004    | 2005    | 2006    | 2007      | 2008    | 2009    |
| -------------- | ------- | ------- | ------- | ------- | ------- | ------- | ------- | --------- | ------- | ------- |
| 裝置量(MW)     | 17,724  | 24,521  | 31,531  | 39,086  | 47,403  | 58,969  | 74,413  | 91,894    | 116,512 | 151,656 |
| 發電量(GWh)    | 31,419  | 38,390  | 52,331  | 62,916  | 85,116  | 104,086 | 132,859 | 170,686   | 220,569 | 275,929 |
| 佔全球發電量比 | 0.20%   | 0.24%   | 0.32%   | 0.37%   | 0.48%   | 0.56%   | 0.69%   | 0.85%     | 1.08%   | 1.36%   |
|                |         |         |         |         |         |         |         |           |         |         |
|                | 2010    | 2011    | 2012    | 2013    | 2014    | 2015    | 2016    | 2017      |         |         |
| 裝置量(MW)     | 182,901 | 222,517 | 269,853 | 303,113 | 351,618 | 417,144 | 467,698 | 514,798   |         |         |
| 發電量(GWh)    | 341,565 | 436,803 | 523,814 | 645,721 | 712,407 | 831,826 | 959,468 | 1,122,745 |         |         |
| 佔全球發電量比 | 1.58%   | 1.96%   | 2.30%   | 2.75%   | 2.98%   | 3.42%   | 3.85%   | 4.39%     |         |         |

| 國家           | 風電裝置量 百萬瓦（MW） |
| -------------- | ----------------------- |
| 中华人民共和国 | 145,362                 |
| 美国           | 74,471                  |
| 德国           | 44,947                  |
| 印度           | 25,088                  |
| 西班牙         | 23,025                  |
| 英国           | 13,603                  |
| 加拿大         | 11,205                  |
| 法國           | 10,358                  |
| 義大利         | 8,958                   |
| 巴西           | 8,715                   |
| 其它地區合計   | 67,151                  |
| 全球總計       | 432,883                 |

| 國家           | 風電發電量 百萬千瓦時（GWh） |
| -------------- | ---------------------------- |
| 德国           | 87,975                       |
| 西班牙         | 48,380                       |
| 英国           | 38,010                       |
| 法國           | 21,100                       |
| 瑞典           | 16,500                       |
| 義大利         | 14,589                       |
| 丹麦           | 14,100                       |
| 葡萄牙         | 11,878                       |
| 波蘭           | 9,830                        |
| 荷蘭           | 7,237                        |
| 其它成員國合計 | 33,914                       |
| 歐盟總計       | 303,513                      |

| 國家           | 風電裝置量 百萬瓦（MW） |
| -------------- | ----------------------- |
| 中华人民共和国 | 236,402                 |
| 美国           | 105,466                 |
| 德国           | 61,406                  |
| 印度           | 37,506                  |
| 西班牙         | 25,224                  |
| 英国           | 23,340                  |
| 法國           | 16,643                  |
| 巴西           | 15,452                  |
| 加拿大         | 13,413                  |
| 義大利         | 10,330                  |
| 全球總計       | 621,421                 |

### 各國政策目標
2020年各國再生能源占發電量比例之目標：
|        | 國家  | 2014情況              | 2020目標 |
| 瑞典   | 63.3% | 62.9%                 |          |
| 奥地利 | 70.0% | 70.6%                 |          |
| 丹麦   | 48.5% | 50%（風電佔用電量比） |          |
| 法國   | 18.3% | 27%                   |          |
| 西班牙 | 37.8% | 38.1%                 |          |
| 德国   | 28.2% | 35%                   |          |
| 義大利 | 33.4% | 26%                   |          |
| 荷蘭   | 10.0% | 37%                   |          |

### 各國鼓勵政策
目前世界各國的可再生能源推動制度，主要可分為： 
- 固定電價系統（Fixed-price Systems）：由政府制訂可再生能源優惠收購電價，由市場決定數量。其主要之方式包括：

1. 設備補助（Investment Subsidies）：丹麥、德國及西班牙等在風力發電發展初期，皆採行設備補助的方式。
2. 固定收購價格（Fixed Feed-in Tariffs）：德國、丹麥及西班牙。
3. 固定補貼價格（Fixed-premium Systems）。
4. 稅賦抵減（Tax Credits）：美國。

- 固定電量系統（Fixed Quantity Systems）：又稱可再生能源配比系統（Renewable-quota System，美國稱為Renewable Portfolio Standard（英语：Renewable portfolio standard）），由政府規定再生能源發電量，由市場決定價格。其主要之方式包括：

1. 競價系統（Tendering Systems）：英國、愛爾蘭及法國。
2. 可交易綠色憑證系統（Tradable Green Certificate Systems）：英國、瑞典、比利時、義大利及日本。

兩種推動制度之用意為形成保護市場，透過政府的力量讓可再生能源於電力市場上更具投資效益，而其最終目的為提升技術與降低成本，以確保可再生能源未來能於自由市場中與傳統能源競爭。

## 風能相關發展

### 偏遠地區經濟與觀光發展
- 西班牙：

位於西班牙東北部阿拉貢的拉穆埃拉，總面積為143.5平方公里。1980年起，新任市長看好充沛的東北風資源而極力推動風力發電。近20年來，已陸續建造450座風機（額定容量為237 MW），為地方帶來豐富的利益。當地政府並藉此規劃完善的市鎮福利，吸引了許多人移居至此，短短5年內，居民已由4,000人增加到12,000人。拉穆埃拉已由不知名的荒野小鎮變成眾所皆知的觀光休閒好去處。
- 法國：

另外位於法國西北方的布安原本以臨海所產之蚵及海鹽著名，2004年7月1日起，8座風力發電機組正式運轉，這8座風機與蚵、海鹽三項，同時成為此鎮之觀光特色，吸引大批遊客從各地湧進參觀，帶來豐沛的觀光收入。

## 外部連結
- World Wind Energy Association (WWEA) （页面存档备份，存于） （英文）
- Global Wind Energy Council (GWEC) （页面存档备份，存于） （英文）